# Vojska Sjedinjenih Američkih Država
Vojska Sjedinjenih Država (engl. United States Army) najveća je, i prema nekim kriterijima, najstarija grana Oružanih snaga SAD-a.

## Unutarnje poveznice
- Hrvatska kopnena vojska
- Ruska kopnena vojska
- Njemačka kopnena vojska

## Vanjske poveznice
|  | Zajednički poslužitelj ima još gradiva o temi Vojska Sjedinjenih Američkih Država |

- Službene stranice Kopnene vojske SAD